# Kefir

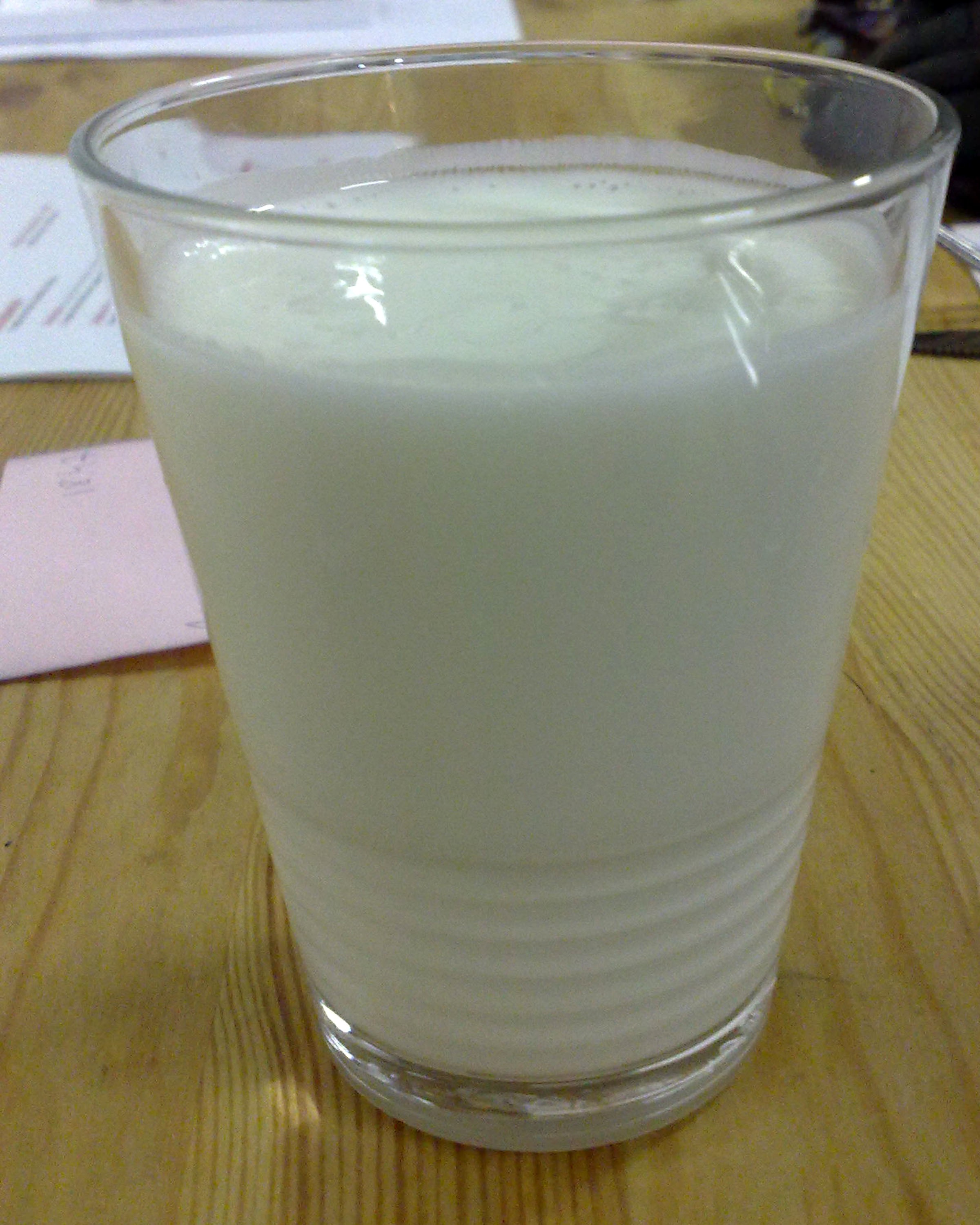
Szklanka kefiru

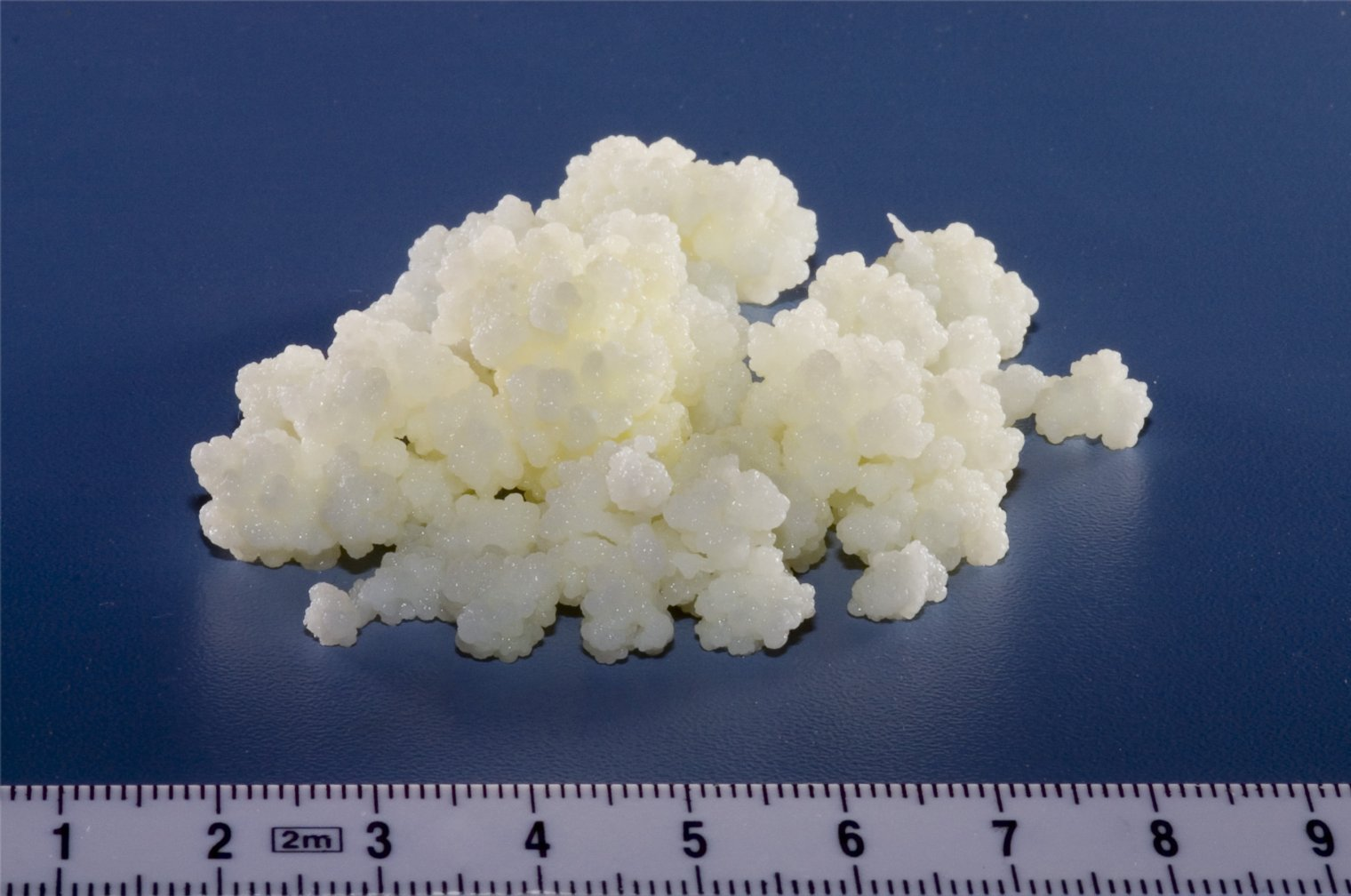
Ziarna kefirowe

Kefir – musujący napój z mleka fermentowanego zawierający charakterystyczną mikroflorę ziaren kefirowych, zaliczany do produktów mleczarskich o najwyższych właściwościach odżywczych i najstarszych w grupie mlecznych napojów fermentowanych. Jest naturalnym probiotykiem. W przemyśle mleczarskim ziarna kefirowe zastępowane są kulturami bakteryjnymi, w wyniku czego uzyskiwany jest produkt zmieniony w stosunku do tradycyjnego.

## Pochodzenie kefiru
Napój pochodzi prawdopodobnie z Kaukazu. Przyjmuje się, że został wynaleziony przez starożytnych owczarzy kaukaskich. Przez długi czas był produkowany w tradycyjny sposób w workach skórzanych lub beczkach dębowych. Worki z kefirem wieszano przy drzwiach, tak aby przechodzące osoby potrącały je, dzięki czemu mleko i ziarna kefirowe pozostawały odpowiednio wymieszane. Ormianie już we wczesnej starożytności pijali specjalnie przygotowane sfermentowane mleko. Ormiańska nazwa kefiru to macun (մածուն).
Nazwa kefir pochodzi rzekomo od tureckich słów keyif – oznaczającego „radość, przyjemność” – i kopur – „pianka” (mleczna). Legenda głosi, że kefir przez wieki był chroniony przed obcymi.

## Produkcja na świecie
W początkach XX wieku Rosjanie otrzymali ziarna kefirowe od księcia kaukaskiego i rozpoczęli produkcję kefiru w Moskwie. W ciągu ostatnich kilku dekad napój rozprzestrzenił się w krajach Zachodu. Współcześnie jest bardzo popularnym napojem mlecznym na obszarze od Europy Wschodniej po Mongolię. Znany jest w wielu krajach świata, pod nazwami kephir, kiaphur, kefer, knapon, kepi i kippi. Inne nazwy tego wyrobu to kefīrs, keefir, kewra, talai, mudu kekiya, milkkefir i búlgaros.
Największymi producentami kefiru są Rosja i Polska.

## Surowiec
Kefir można uzyskać stosując mleko większości ssaków. W przemyśle mleczarskim jest tradycyjnie wytwarzany z mleka krowiego. Na mniejszą skalę stosuje się również mleko owiec, kóz, wielbłądów i bawołów, a także mleko kokosowe, ryżowe i sojowe.

## Fermentacja
Proces fermentacji mleka prowadzony jest przez zespół specyficznych mikroorganizmów, koegzystujących w postaci tak zwanych ziaren kefirowych (grzybki kefirowe, nazywane również grzybkiem tybetańskim oraz grzybkiem jogów hinduskich) o wymiarach od 5 do 35 mm średnicy i nieregularnym kształcie, często porównywanych do rozgotowanego ryżu lub małych różyczek kalafiora.
Grzybki kefirowe to symbiotyczny układ bakterii paciorkowców mlekowych, bakterii pałeczek mlekowych i drożdży fermentujących laktozę, lub – w przypadku biokefirów – także bifidobakterii. Substancją utrzymującą strukturę ziarna kefirowego jest polisacharyd (glukozo-galaktan), zwany kefiranem. Ziarna są symbiotycznym zespołem mikroorganizmów o unikatowym składzie, zachowującym się jak jeden organizm.
Grzybki kefirowe powodują fermentację mlekową i alkoholową. W zależności od czasu dojrzewania wyróżnia się kefir jedno-, dwu- lub trzydniowy.
Zawartość etanolu zależy od warunków i długości fermentacji. W dawnych procedurach stosowanych w Rosji w latach 20. XX w. kefir zawierał 1–2% alkoholu, natomiast współczesne kefiry produkowane w Niemczech zawierają go 0,002–0,005%. Zależy to od pH, ilości drożdży w ziarnach i długości fermentacji – większość alkoholu powstaje w końcowych etapach procesu.
W warunkach przemysłowych kefir produkowany jest metodą termostatową lub zbiornikową.

## Właściwości
Smak, lepkość oraz skład mikrobiologiczny i chemiczny kefiru są zależne od typu użytego mleka, wielkości kultury startowej (proporcji objętości ziaren kefirowych do objętości mleka), temperatury, czasu fermentacji produktu (1 do 3 dni) oraz czasu chłodzenia i dojrzewania po fermentacji. Kefir ma wartość odżywczą zbliżoną do jogurtu. Zawiera białko, tłuszcz mlekowy, około 1% kwasu mlekowego, znaczne ilości dwutlenku węgla, 0,002–0,005% etanolu (wg współczesnych technologii produkcji w Niemczech), wiele witamin (B2, B12, K, A i D), minerałów (wapń, fosfor, magnez), aminokwasów (tryptofan) i enzymów. Zawartość CO
2 i etanolu jest zależna od stosowanej technologii.
Kefir ma podobne do jogurtu działanie pobudzające apetyt i zwiększające wydzielanie enzymów trawiennych, przez co usprawnia trawienie pokarmów.
Badania wpływu kefiru na zdrowie przynoszą różne wyniki. Potwierdzenie wielu stawianych tez wymaga dalszych testów. Wstępne dane potwierdzają hipotezę, że regularne picie kefiru jest korzystne dla organizmu na wiele sposobów.
Kefir reguluje procesy przemiany materii, przyczynia się do usprawnienia procesów przyswajania białka i wapnia, powoduje obniżenie ciśnienia tętniczego i poziomu cholesterolu we krwi. Ponadto kefir ma zdolność rozkładania związków rakotwórczych przyswajanych przez organizm wraz z żywnością, dzięki dużej zawartości węglowodanów wspomaga transportowanie i absorbowanie cukrów złożonych i prostych np. laktozy u osób o złej wchłanialności tego cukru. Dzięki substancjom antybiotycznym hamuje też rozwój chorobotwórczych bakterii występujących w przewodzie pokarmowym oraz dostarcza organizmowi witamin, głównie z grupy B.